# Palazzo Fizzarotti
Il Palazzo Fizzarotti è uno storico edificio di Bari in Puglia.
Eretto nel centro della città nel 1910, in stile eclettico ispirato al gotico veneziano, fu commissionato dal banchiere e imprenditore Emanuele Fizzarotti e progettato dall’architetto Ettore Bernich, caposcuola dell’eclettismo italiano. Il palazzo conserva al suo interno sale riccamente decorate, ciascuna con un preciso stile artistico e l’impiego e l’associazione di materiali e tecniche diverse.

## Storia
Costruito al di sopra della sorgente sotterranea “Mare Isabella”, Palazzo Fizzarotti presenta più strati architettonici. Nel suo interno sono visibili strutture del XIII secolo risalenti a vecchi conventi e stazioni di ristoro esterne alle mura della città medioevale. Nel 1850, con l’abbattimento delle mura medioevali e l’ampliamento della città attraverso il quartiere murattiano, vengono connesse due zone di suolo da Nicola Lagattola. Nel novembre 1858 gli eredi Lagattola vendono il terreno a Nicola Loiacono che costruisce piano terra e primo piano in stile barocchetto, demolendo e inglobando al suo interno le antiche strutture duocentesche. L'ultima erede Loiacono, Rosa, vende nel 1879 l’intero complesso all'imprenditore Emanuele Fizzarotti che lo modifica, sopraelevando il secondo e terzo piano e applicando una facciata gotica veneziana.
Il Fizzarotti, un uomo estremamente attento alla cultura, all'arte e alla musica, volle fare del Palazzo un contenitore culturale, infatti la sua costruzione e decorazione divenne un’opera di mecenatismo che impegnò maestranze a livello locale e nazionale. Il costruttore fu Nicolangelo Favia, sotto la direzione di Cesare Augusto Corradini che disegnò e dipinse anche opere pregevoli fra cui L’arrivo a Bari nel 1002 del Doge Orseo II che libera la città ed Il corteo nuziale di Federico II e Iolonda de Brienne. Alla maestria del pittore Rega si deve il meraviglioso ciclo del Salone delle Arti e del lavoro e a maestranze provenienti da Venezia e Ravenna i fregi e le opere murarie.
In seguito alla scomparsa di Emanuele Fizzarotti, sopraggiunta nel 1926, il palazzo divenne prima, negli anni 1930, proprietà e sede della Banca del Fucino e poi, dopo lo sbarco degli alleati nel sud Italia, sede del Circolo Ufficiali Alleati. Tra gli anni 1960 e 1980 fu invece sede degli uffici della Comunità Europea. Nel 1947 Giosuè Poli prende la gestione di Palazzo Fizzarotti a nome dell’Immobiliare Pugliese S.p.A. A partire da quel momento, l'Immobiliare Pugliese e i suoi azionisti si sono impegnati prima nella salvaguardia del palazzo da pressioni politiche e finanziarie, quindi poi al suo recupero e valorizzazione.

### Sede dell'Archivio Poli
Oggi Palazzo Fizzarotti è anche sede Il dell'Archivio Poli, che custodisce il contributo del molfettese Giosuè Poli, dirigente sportivo, organizzatore e atleta, nella ristrutturazione sociale del territorio pugliese e dello sport italiano, durante e dopo la seconda guerra mondiale.
L’archivio è al momento in fase di digitalizzazione e può essere consultato per appuntamento. Comprende, tra gli altri, rari documenti, fotografie e lettere anche dal fronte a partire dal 1915 sino al 1969.

## Descrizione

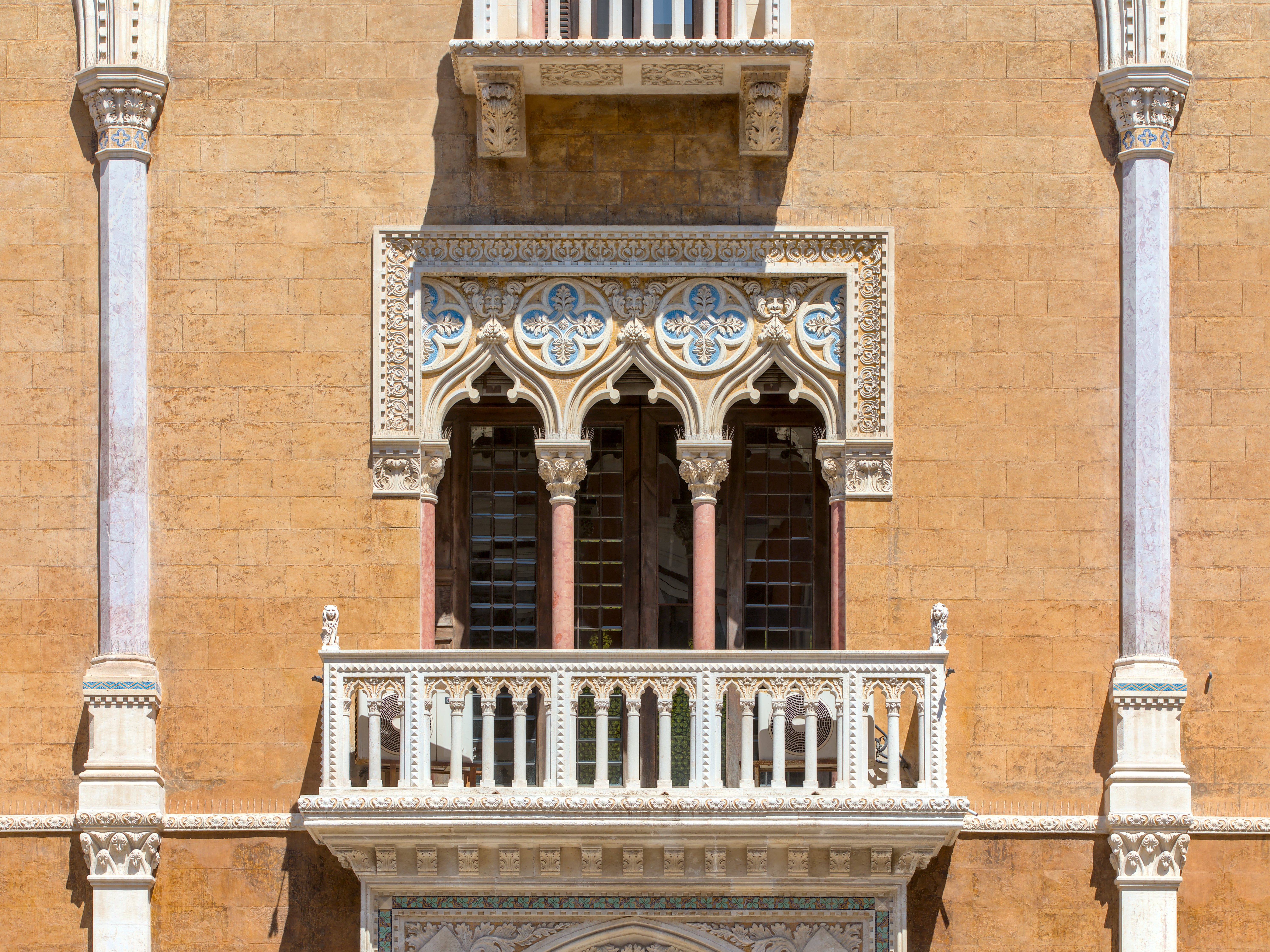
Particolare

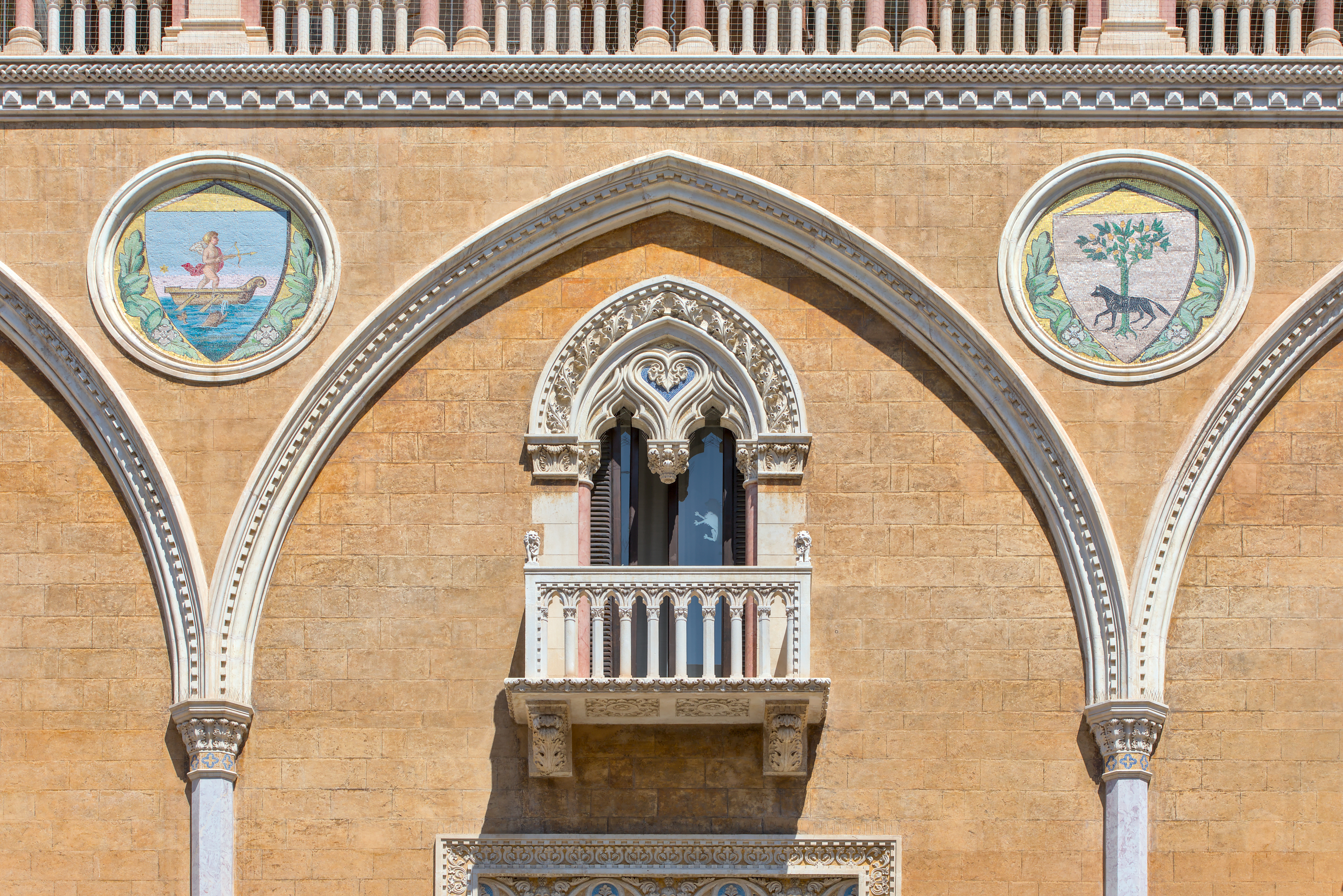
Particolare

### Facciata
La facciata del “Palazzo Fizzarotti” è rivolta a mezzogiorno ed è strutturata in cinque arcate ogivali, affiancate, all’estremità, da due torri, sormontate da cupole finemente decorate, con mosaici a foglia d’oro, raffiguranti il “sol levante
Quattro medaglioni a mosaico policromo con fondo a foglia d’oro ornano la facciata rappresentano la Fenicia; il vecchio stemma della città di Bari con il mitico fondatore della città, “Barinon”; lo stemma della città di Lecce, da cui la Famiglia Fizzarotti proveniva; l’allusivo stemma personale di Emanuele Fizzarotti “quamquam fractae vulnerant” (malgrado siano rotte feriscono ancora).
I balconi, le finestre, trifore e bifore, sono in pietra merlettata come tutta la facciata. Quest’ultima manifesta un armonioso contrasto tra la compatta ma semplice pietra e le linee degli archi, a sesto acuto che, insieme ai pilastri in rilievo, con relativi basamenti e capitelli, incorniciano tre livelli di finestre bifore rastremate.
II piano terzo sopra è percorso, per tutta la sua lunghezza, da un loggiato, il cui colonnato sostiene il pregevole ed importante cornicione.

### Lo scalone monumentale
Attraversato il portone in massello di quercia intagliato ci troviamo nell’androne, aperto sul retro in un giardino monumentale ospitante una fontana con la statua del Nettuno. Lo scalone monumentale, come lo stesso giardino, sono realizzati con la stessa cura di particolari e diversità di tecniche esecutive che caratterizzano le sale di rappresentanza del primo piano. terminano al terzo piano in una volta a crociera decorata con un cielo stellato di un intenso azzurro rappresentante i dodici segni zodiacali. Nella sovrabbondanza di elementi decorativi, stemmi e piccoli inserti narrativi, si distinguono quattro dipinti murari rappresentanti delle quattro stagioni, personificate da figure in costumi vagamente quattrocenteschi. Due delle quattro scene, tutte costituite da tre figure, si attengono alla tradizionale iconografia dedicati alla mietitura e alla vendemmia. Due, più “libere”, si presentano una la composizione riguardante l’inverno e l’altra, con la coppia dei giovani innamorati in un paesaggio fiorito, allude alla primavera.

### Le sale di rappresentanza
Grande interesse e attenzione suscitano le quattro sale di rappresentanza: il Salone delle Arti e del Lavoro, il Salone Trecentesco, il Salone Rosa e il Salone del Caminetto a cui si accede attraverso il cosiddetto Salottino d’attesa dove si trova un importante mosaico pavimentale che raffigura la testa alata di Mercurio, dio del Commercio, chiara allusione alle attività finanziarie redditizie del proprietario del palazzo, esponente di primo piano della Bari moderna.